# Sibaratha
Sibaratha – gaun wikas samiti w zachodniej części Nepalu w strefie Rapti w dystrykcie Salyan. Według nepalskiego spisu powszechnego z 2011 roku liczył on 1137 gospodarstw domowych i 6763 mieszkańców (3502 kobiety i 3261 mężczyzn).